# Ian Stokell
Ian Charles Stokell (Londra, 1º giugno 1959) è uno sceneggiatore, produttore cinematografico e regista britannico, candidato all'Oscar alla migliore sceneggiatura non originale.

## Biografia
Ian Charles Stokell è nato a Londra il 1º giugno 1959. Nel 1983 si è laureato in arti moderne presso l'Università di Kingston e nel 2004 ha conseguito un master in educazione fisica all'Università statale della California - Chico. Stokell ha lavorato per molti anni per il The Washington Post. Nel 2002 è uscito il suo primo libro, Coaching Women's Soccer: A Revolutionary Approach To Putting The Play Back Into Practice, pubblicato da McGraw-Hill e Contemporary Books. Stokell ha co-fondato una società di produzione cinematografica con Lesley Paterson, con la quale ha scritto la sceneggiatura del film di Edward Berger Niente di nuovo sul fronte occidentale. Per questo film è stato candidato al Premio Oscar per la migliore sceneggiatura non originale ed ha vinto un BAFTA.

## Filmografia

### Sceneggiatore

#### Cinema
- Niente di nuovo sul fronte occidentale (Im Westen nichts Neues), regia di Edward Berger (2022)

#### Cortometraggi
- The Bike Ride, regia di Ian Stokell (2004)
- The Negotiation, regia di Ian Stokell (2005)
- Up and Down Rides: Double Peak, regia di Ian Stokell (2013)
- Life in an Instant: 8 Seconds, regia di Ian Stokell (2018)

### Produttore

#### Cinema
- Something Blue, regia di Sean Dillon e Curtis Krick (2009)
- Niente di nuovo sul fronte occidentale (Im Westen nichts Neues), regia di Edward Berger (2022)

#### Cortometraggi
- The Bike Ride, regia di Ian Stokell (2004)
- The Negotiation, regia di Ian Stokell (2005)
- Up and Down Rides: Double Peak, regia di Ian Stokell (2013)
- Life in an Instant: 8 Seconds, regia di Ian Stokell (2018)

### Regista
- The Bike Ride
- The Negotiation
- Up and Down Rides: Double Peak
- Life in an Instant: 8 Seconds

### Attore
- Gentle Ben 2: Danger on the Mountain, regia di David S. Cass Sr. - film TV (2003)
- The Bike Ride, regia di Ian Stokell - cortometraggio (2004)
- The Negotiation, regia di Ian Stokell - cortometraggio (2005)

### Montatore
- The Bike Ride, regia di Ian Stokell (2004)
- The Negotiation, regia di Ian Stokell (2005)
- Life in an Instant: 8 Seconds, regia di Ian Stokell (2018)

### Direttore della fotografia
- The Bike Ride, regia di Ian Stokell (2004)
- The Negotiation, regia di Ian Stokell (2005)

## Riconoscimenti
- Premio Oscar
  - 2023 - Candidatura alla migliore sceneggiatura non originale per Niente di nuovo sul fronte occidentale[9]
- BAFTA
  - 2023 - Migliore sceneggiatura non originale per Niente di nuovo sul fronte occidentale[10]